# Бойка
 Тази статия е за филма.  За селото със старо име Бойка, вижте Горно Краище.  
„Бойка“ е български игрален филм от 1947 година. Режисьор и оператор е Димитър Минков, който е и съавтор на сценарий заедно с Димитър Гимиджийски. Музиката във филма е композирана от Николай Терзиев.
През 1947 г. все още действа Законът за кинокултурата, който, поне на думи, допуска свободно кинопроизводство. Година по-късно кинематографията е напълно национализирана. В следвоенния период кината са принудени да изоставят стария репертоар. Игрални филми се изготвят от малки фирми на ентусиасти.
В тази обстановка театралният деец Димитър Минков учредява фирмата „Балкан филм“, чиито продукти са единствената екранизация на Каравеловата повест „Българи от старо време“ и „Бойка“ по едноименната пиеса на Димитър Гимиджийски.
В „Бойка“ надделява театралното начало. Типично за периода е наличието на множество битови картини и пейзажи. Драматичният сблъсък е между старите ценности и младежта, между привързаността към частната земеделска собственост и любовта.

## Актьорски състав
- Стоян Бъчваров – Дядо Иван
- Любен Ламбрев – Христо
- Матьо Македонски – Йовчо
- Елена Хранова – Елка
- Марта Мянкова – Велика
- Кина Тихова – Бойка
- Елена Дудевска – Иваница
- Иван Чаракчиев – Стойко
- Стефана Иванова – Радка
- Петко Атанасов

Народните песни и танци са изпълнени от танцова група „Средец“.